# Jerome Ramatlhakwane
Jerome Ramatlhakwane (Lobatse, 29 ottobre 1985) è un calciatore botswano, attaccante del Township Rollers e della Nazionale botswana.

## Carriera

### Club
Ha giocato nei campionati di Cipro, Sud Africa e Botswana.

### Nazionale
Gioca nella Nazionale del Botswana dal 2008, ed ha partecipato alla Coppa d'Africa del 2012.